# Homécourt
Homécourt är en kommun i departementet Meurthe-et-Moselle i regionen Grand Est (tidigare regionen Lorraine) i nordöstra Frankrike. Kommunen ligger i kantonen Homécourt som tillhör arrondissementet Briey. År 2022 hade Homécourt 6 250 invånare.

## Befolkningsutveckling
Antalet invånare i kommunen Homécourt
| Referens: INSEE |